# Catocala delilah
Catocala delilah là một loài bướm đêm thuộc họ Erebidae. Loài này có ở Ohio phía nam đến Florida và phía tây đến Texas và Oklahoma, Arizona và Utah, qua México tới Honduras.

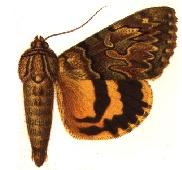
Minh hoạ

Sải cánh dài 60–65 mm. Con trưởng thành bay từ tháng 5 đến tháng 6 tùy theo địa điểm. Có thể có một lứa một năm.
Ấu trùng ăn Quercus gambeli, Quercus macrocarpus và Salix.

## Phụ loài
Catocala delilah utahensis, được mô tả từ Utah, nay được xem là một đồng âm của Catocala desdemona. Phụ loài Catocala delilah desdemona đã được nâng cấp thành loại và nay là Catocala desdemona.

## Hình ảnh

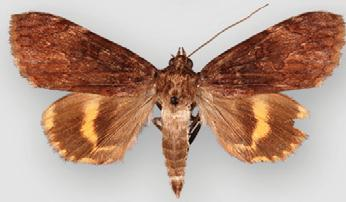